# Aulum Sogn
Aulum Sogn er et sogn i Herning Nordre Provsti (Viborg Stift).
I 1800-tallet var Hodsager Sogn fra Ginding Herred anneks til Aulum Sogn fra Hammerum Herred. Begge herreder lå i Ringkøbing Amt. De to sogne dannede Aulum-Hodsager sognekommune. Den blev ved kommunalreformen i 1970 kernen i Aulum-Haderup Kommune, der ved strukturreformen i 2007 indgik i Herning Kommune.
I Aulum Sogn ligger Aulum Kirke.
I sognet findes følgende autoriserede stednavne:
- Asbæk Hede (bebyggelse)
- Aulum (bebyggelse)
- Frederiksberg (bebyggelse)
- Grønkær (bebyggelse)
- Høgild (bebyggelse, ejerlav)
- Jersild (bebyggelse, ejerlav)
- Kilde (bebyggelse)
- Langbo (bebyggelse)
- Lindholt (bebyggelse)
- Ljørring (bebyggelse, ejerlav)
- Lundby (bebyggelse, ejerlav)
- Rugbjerg (bebyggelse)
- Skjerk (bebyggelse, ejerlav)
- Skærbæk (bebyggelse, ejerlav)
- Skærbækmølle (bebyggelse)
- Stovbæk (bebyggelse, ejerlav)
- Tavlborg Høje (areal)
- Tved (bebyggelse, ejerlav)
- Varhede (bebyggelse, ejerlav)
- Vesterly (bebyggelse)
- Åby (bebyggelse, ejerlav)